# Мерисвил (Калифорнија)
Мерисвил (енгл. Marysville) град је у америчкој савезној држави Калифорнија. По попису становништва из 2010. у њему је живело 12.072 становника.

## Демографија
Према попису становништва из 2010. у граду је живело 12.072 становника, што је 196 (1,6%) становника мање него 2000. године.
| Група             | 2000.         | 2010.         |
| Белци             | 8.069 (65,8%) | 7.399 (61,3%) |
| Афроамериканци    | 589 (4,8%)    | 522 (4,3%)    |
| Азијати           | 735 (6,0%)    | 498 (4,1%)    |
| Хиспаноамериканци | 2.152 (17,5%) | 2.920 (24,2%) |
| Укупно            | 12.268        | 12.072        |